# Liste der Baudenkmale in Sandbostel
In der Liste der Baudenkmale in Sandbostel sind alle Baudenkmale der niedersächsischen Gemeinde Sandbostel aufgelistet. Die Quelle der Baudenkmale ist der Denkmalatlas Niedersachsen. Der Stand der Liste ist der 20. Oktober 2020.

## Allgemein
In den Spalten befinden sich folgende Informationen:
- Lage: die Adresse des Baudenkmales und die geographischen Koordinaten. Kartenansicht, um Koordinaten zu setzen. In der Kartenansicht sind Baudenkmale ohne Koordinaten mit einem roten Marker dargestellt und können in der Karte gesetzt werden. Baudenkmale ohne Bild sind mit einem blauen Marker gekennzeichnet, Baudenkmale mit Bild mit einem grünen Marker.
- Bezeichnung: Bezeichnung des Baudenkmales
- Beschreibung: die Beschreibung des Baudenkmales. Unter § 3 Abs. 2 NDSchG werden Einzeldenkmale und unter § 3 Abs. 3 NDSchG Gruppen baulicher Anlagen und deren Bestandteile ausgewiesen.
- ID: die Objekt-ID des Baudenkmales
- Bild: ein Bild des Baudenkmales, ggf. zusätzlich mit einem Link zu weiteren Fotos des Baudenkmals im Medienarchiv Wikimedia Commons. Wenn man auf das Kamerasymbol klickt, können Fotos zu Baudenkmalen aus dieser Liste hochgeladen werden:

## Sandbostel

### Gruppe: STALAG X B
Die Gruppe „STALAG X B“ hat die ID 31019505. Als Kriegsgefangenen-Mannschafts-Stammlager (STALAG X B) der Wehrmacht, entsprechend der Heeres-Dienst-Vorschrift 319/2 errichtet. An einer zentralen Erschließungsachse reihen sich giebelständig massive Baracken aneinander, dahinter traufständig Abortbaracken angeordnet. Mittig zentrale Versorgungsbaracken. Im Vorlager Funktionsbaracken. Heeresbauamt II Bremen. 1939. Erweiterung um eine zweite und dritte Reihe Holzbaracken des RAD, Typ Protektorat. 1940/41. Nachkriegsnutzungen mit Um-, Erweiterungs- und Neubauten: Britisches Internierungslager für SS-Angehörige. 1945–1948. Strafgefängnis. 1948–1952. Notaufnahmelager für männliche jugendliche Flüchtlinge aus der DDR. 1952–1960. Bundeswehr. 1962–1973. Gewerbegebiet Immenhain. 1974. Gedenkstätte Lager Sandbostel in einem Teilbereich. 2007.

| Lage                                      | Bezeichnung                                | Beschreibung                                           | ID       | Bild |
| ----------------------------------------- | ------------------------------------------ | ------------------------------------------------------ | -------- | ---- |
| Greftstraße 1 53° 24′ 1″ N, 9° 6′ 26″ O   | Ehemaliges Lagergefängnis                  | Ehemalige Arrestbaracke                                | 31029494 | BW   |
| Greftstraße 3 53° 24′ 1″ N, 9° 6′ 37″ O   | Baracke                                    | Ehemalige Unterkunftsbaracke, nun Ausstellungsgebäude. | 31029423 |      |
| Greftstraße 53° 24′ 3″ N, 9° 6′ 40″ O     | Baracke                                    | Ehemalige Unterkunftsbaracke                           | 31029401 |      |
| Greftstraße 3 53° 24′ 2″ N, 9° 6′ 41″ O   | Baracke                                    | Ehemalige Unterkunftsbaracke                           | 31029446 | BW   |
| Greftstraße 53° 24′ 2″ N, 9° 6′ 42″ O     | Baracke                                    | Ehemalige Unterkunftsbaracke                           | 31029208 | BW   |
| Greftstraße 53° 24′ 2″ N, 9° 6′ 43″ O     | Baracke                                    | Ehemalige Unterkunftsbaracke                           | 31029233 | BW   |
| Greftstraße 53° 24′ 2″ N, 9° 6′ 44″ O     | Baracke                                    | Ehemalige Unterkunftsbaracke                           | 31029258 | BW   |
| Greftstraße 53° 24′ 1″ N, 9° 6′ 45″ O     | Baracke                                    | Ehemalige Unterkunftsbaracke                           | 31029282 | BW   |
| Greftstraße 53° 24′ 1″ N, 9° 6′ 47″ O     | Baracke                                    | Ehemalige Unterkunftsbaracke                           | 31029307 | BW   |
| Greftstraße 53° 23′ 59″ N, 9° 6′ 38″ O    | Ehemalige Lagerkirche I, St. Christophorus | Lagerkirche                                            | 31029094 |      |
| Greftstraße 53° 23′ 58″ N, 9° 6′ 36″ O    | Baracke                                    | Ehemalige Unterkunftsbaracke                           | 31029119 | BW   |
| Greftstraße 53° 23′ 57″ N, 9° 6′ 37″ O    | Baracke                                    | Ehemalige Unterkunftsbaracke                           | 31029164 | BW   |
| Greftstraße 53° 23′ 57″ N, 9° 6′ 39″ O    | Baracke                                    | Ehemalige Unterkunftsbaracke                           | 31029142 | BW   |
| Greftstraße 53° 23′ 57″ N, 9° 6′ 40″ O    | Baracke                                    | Ehemalige Unterkunftsbaracke                           | 31029186 | BW   |
| Greftstraße 53° 23′ 57″ N, 9° 6′ 43″ O    | Ehemalige Küchenbaracke A                  | Ehemalige Lagerküche A                                 | 31029355 | BW   |
| Greftstraße 10 53° 23′ 56″ N, 9° 6′ 47″ O | Lagerkirche II                             |                                                        | 31029584 |      |
| Greftstraße 7 53° 23′ 59″ N, 9° 6′ 41″ O  | Ehemalige Küchenbaracke B                  | Ehemalige Lagerküche B                                 | 31029516 | BW   |

### Gruppe: Lombardlager
Die Gruppe „Lombardlager“ hat die ID 31019517. Zwei Baracken als Überrest des Lazaretts des ehemaligen Kriegsgefangenenlagers STALAG X B Sandbostel. Errichtet 1939. Als „Lombardlager“ bezeichnet nach dem hier tätigen belgischen Arzt Dr. Lombard.

| Lage                                 | Bezeichnung     | Beschreibung | ID       | Bild |
| ------------------------------------ | --------------- | ------------ | -------- | ---- |
| Immenhain 53° 24′ 13″ N, 9° 7′ 13″ O | Lazarettbaracke |              | 31029626 | BW   |
| Immenhain 53° 24′ 12″ N, 9° 7′ 14″ O | Lazarettbaracke |              | 31029648 | BW   |

### Einzelbaudenkmale
| Lage                                       | Bezeichnung              | Beschreibung                                                                     | ID       | Bild           |
| ------------------------------------------ | ------------------------ | -------------------------------------------------------------------------------- | -------- | -------------- |
| Beverner Straße 53° 24′ 40″ N, 9° 8′ 20″ O | Friedhof                 | Lagerfriedhof Sandbostel I                                                       | 31029048 | Weitere Bilder |
| Am Walde 6 53° 24′ 38″ N, 9° 8′ 2″ O       | Wohn-/Wirtschaftsgebäude | Zweiständer-Hallenhaus von um 1810 in Fachwerk mit reetgedecktem Krüppelwalmdach | 31029028 |                |
| Mühle 1 53° 24′ 46″ N, 9° 7′ 44″ O         | Windmühle                |                                                                                  | 31029070 |                |

## Ober Ochtenhausen

### Gruppe: Hofanlage Im Dorfe 3
Die Gruppe „Hofanlage Im Dorfe 3“ hat die ID 31019492.

| Lage                                   | Bezeichnung              | Beschreibung                                                                  | ID       | Bild |
| -------------------------------------- | ------------------------ | ----------------------------------------------------------------------------- | -------- | ---- |
| Im Dorfe 3a 53° 23′ 14″ N, 9° 8′ 41″ O | Schafstall               | Schafstall von um 1750 in Fachwerk mit reetgedecktem Krüppelwalmdach          | 31028870 | BW   |
| Im Dorfe 3 53° 23′ 13″ N, 9° 8′ 41″ O  | Wohn-/Wirtschaftsgebäude | Zweiständer-Hallenhaus von 1770 in Fachwerk mit reetgedecktem Krüppelwalmdach | 31028848 | BW   |

### Gruppe: Hofanlage Im Dorfe 18
Die Gruppe „Hofanlage Im Dorfe 18“ hat die ID 31019466.

| Lage                                   | Bezeichnung              | Beschreibung | ID       | Bild |
| -------------------------------------- | ------------------------ | --- | -------- | ---- |
| Im Dorfe 18 53° 23′ 10″ N, 9° 8′ 50″ O | Querdurchfahrtsscheune   | Scheune von um 1850 in Fachwerk mit reetgedecktem Krüppelwalmdach                                                                   | 31028915 | BW   |
| Im Dorfe 18 53° 23′ 9″ N, 9° 8′ 49″ O  | Wohn-/Wirtschaftsgebäude | Zweiständer-Hallenhaus aus der zweiten Hälfte des 18. Jahrhunderts in Fachwerk mit Steinausfachungen, reetgedecktem Krüppelwalmdach | 31028892 | BW   |

### Gruppe: Hofanlage Im Dorfe 9
Die Gruppe „Hofanlage Im Dorfe 9“ hat die ID 31019479.

| Lage                                  | Bezeichnung   | Beschreibung                                   | ID       | Bild |
| ------------------------------------- | ------------- | ---------------------------------------------- | -------- | ---- |
| Im Dorfe 9 53° 23′ 14″ N, 9° 8′ 57″ O | Scheune/Stall | Scheune von um 1850 in Fachwerk mit Satteldach | 31028960 | BW   |
| Im Dorfe 9 53° 23′ 13″ N, 9° 8′ 56″ O | Stall         | Stall von 1871.                                | 31028826 | BW   |